# Love Is Beautiful
Love Is Beautiful es el décimo álbum de la banda japonesa de rock-pop GLAY. El álbum fue lanzado el 31 de enero de 2007. Alcanzó el #1 en las listas de Oricon con 193 530 ventas.
El álbum fue certificado Platino para el envío de 250 000 copias.

## Lista de canciones

### Edición normal
1. "Rock'n'Roll Swindle (álbum ver.)" – 4:01
2. "Henna Yume ~Thousand Dreams~" – 3:45
3. "100 Mankai no Kiss" – 4:50
4. "Natsuoto" – 5:04
5. "American Innovation" – 3:55
6. "Answer. (álbum ver.)" – 5:15
7. "Bokutachi no Shouhai" – 5:41
8. "Saragi no Tou" – 5:49
9. "World's End" – 3:36
10. "Scream (álbum ver.)" – 4:43
11. "Koi" – 5:15
12. "I will～" – 5:51
13. "Layla" – 5:38
14. "Mirror (álbum ver.)" – 5:50

### Edición limitada
Lista del DVD bonus
1. "Rock'n'Roll Swindle's Promotional Video"
2. "Koi's Promotional Video"
3. "Scream's Promotional Video"
4. "Answer's Promotional Video"
5. "Natsuoto's Promotional Video"
6. "100 Mankai no Kiss's Promotional Video"
7. "Love Is Beautiful Road Movie"